# Dioclea javanica
Dioclea javanica är en ärtväxtart som beskrevs av George Bentham. Dioclea javanica ingår i släktet Dioclea och familjen ärtväxter. Inga underarter finns listade i Catalogue of Life.